# Tantra

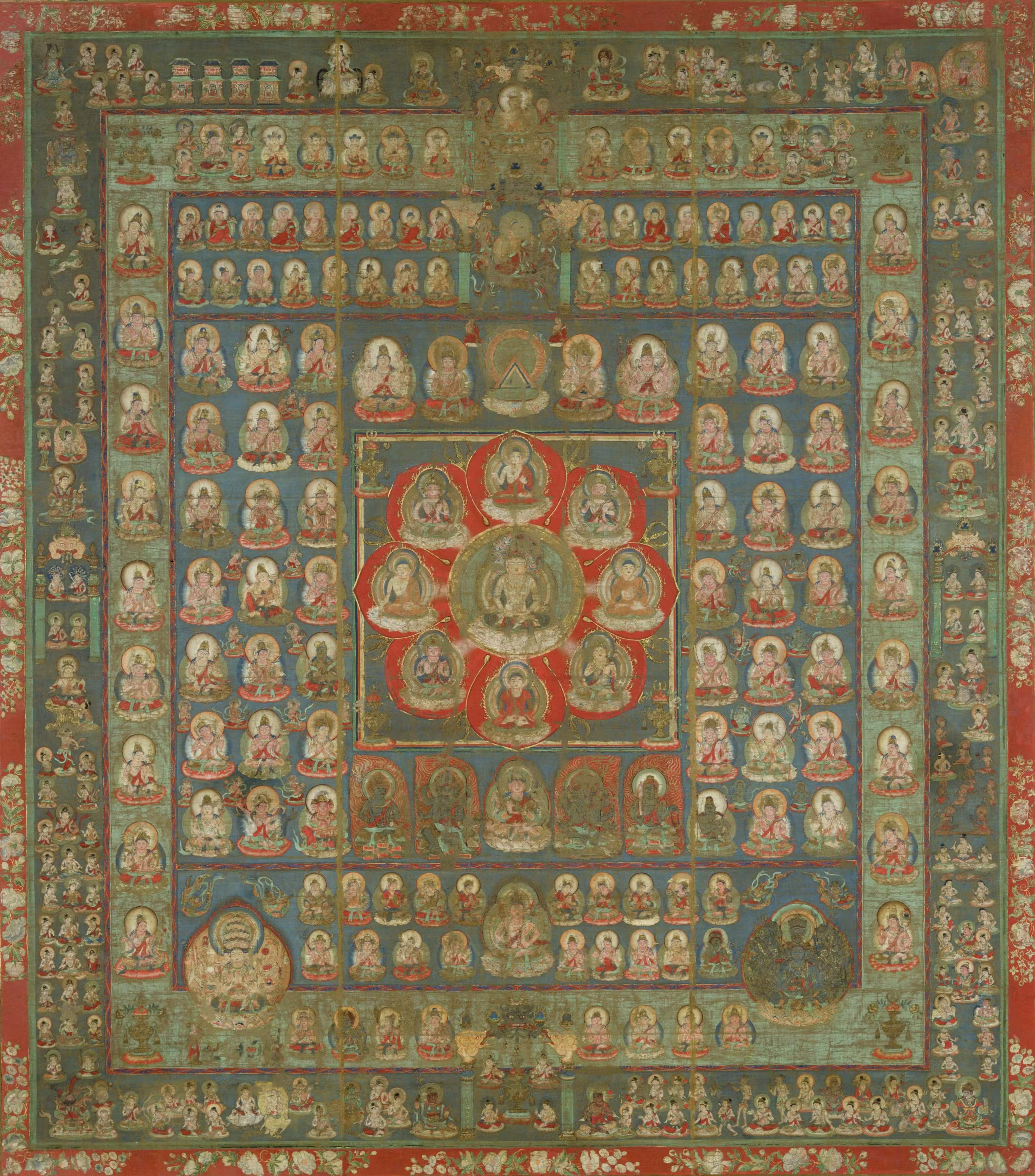
„Das Reich des Mutterschoßes“. Mandala aus der buddhistischen Shingon-Schule, Heian-Zeit (794–1185), Tō-ji, Kyōto, Japan.

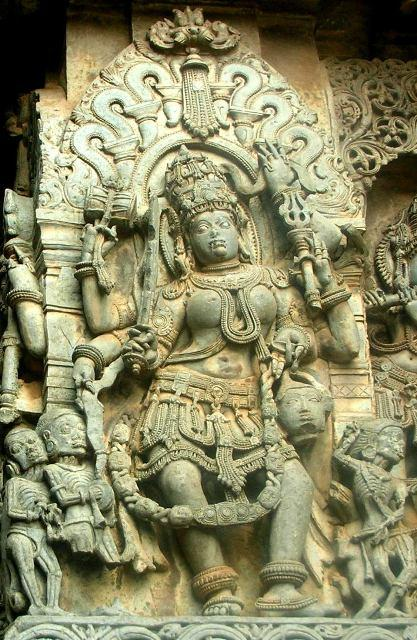
Die Verehrung der Göttin Chamunda (sowie Kali oder Durga) und anderer weiblicher (Mutter-)Gottheiten wie der Matrikas nimmt im Tantrismus breiten Raum ein

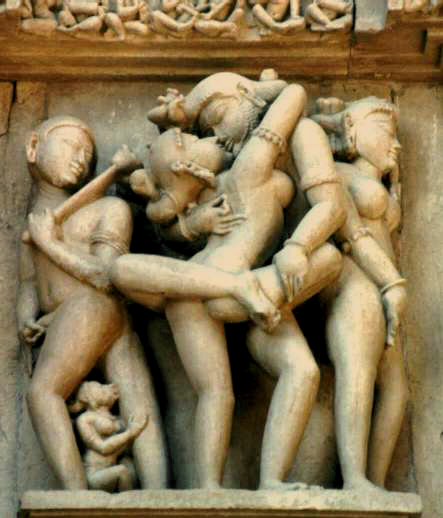
Die erotischen Skulpturen an den Tempeln von Khajuraho, Konarak und anderen werden mit Tantrismus in Verbindung gebracht

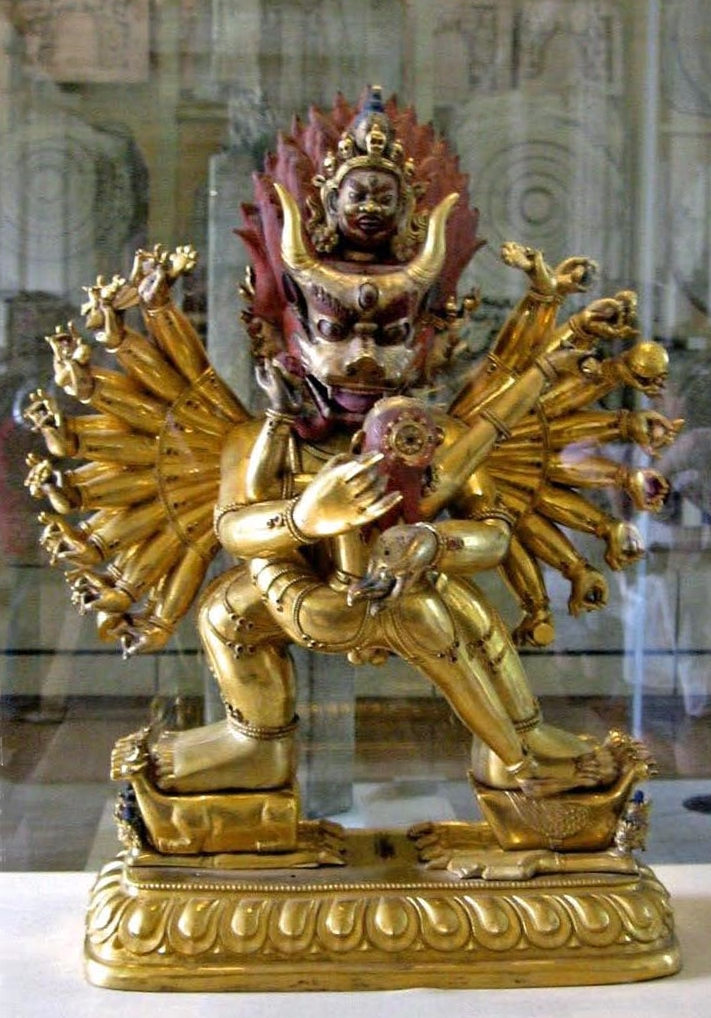
Vom Tantrismus beeinflusste erotische Bhairava-Bronze aus Nepal (14. Jh.)

Tantra (sanskritisch तन्त्र, Neutrum, „Gewebe, Kontinuum, Zusammenhang“) oder Tantrismus bezeichnet verschiedene Strömungen innerhalb der indischen Philosophie und Religion. In fast allen tantrischen Schulen und Richtungen ist die Verehrung und Huldigung der weiblichen Gottheit zentral. Die Ursprünge des Tantra beginnen im 2. Jahrhundert, in voller Ausprägung liegen ihre Lehren frühestens ab dem 7./8. Jahrhundert vor. Tantra entstand als esoterische Form des Hinduismus und später auch innerhalb der nördlichen Mahayana-Tradition des Buddhismus. Im Buddhismus wird dieser tantrische Buddhismus (Vajrayana oder Tantrayana „Fahrzeug der Tantra-Texte“) heute häufig als eigene Schule betrachtet und ist vor allem in Tibet, Bhutan und der Mongolei verbreitet.
Im Westen ist als „Tantra“ vor allem Neo-Tantra bekannt, welcher einen starken Fokus auf Sexualität besitzt, obwohl diese im Tantra überhaupt nicht im Mittelpunkt steht.

## Ursprünge und Geschichte
Nach Poller (2013) sind in den Tantras magische Vorstellungen der vielen auf dem indischen Subkontinent beheimateten Ethnien eingeflossen. Man kann deren Methoden in Indien gesichert bis in die vedische Zeit zurückverfolgen (ab etwa 1500 v. Chr.). Bei den magischen Praktiken ging es vor allem darum, sich das Leben zu erleichtern, vom Beeinflussen des Wetters (Wetterzauber) über die Hilfe beim Gebären bis hin zu Kriegs- und Schadenzauber. Tantras enthalten Anrufungen von einer großen Anzahl von Göttern und Geistwesen vermittels Mantras, Visualisationen, speziellen Bildern, Gegenständen, dem Gebrauch von Farben, Düften, Musik, komplizierten Opfergaben und ähnlichem mehr. Auch die für die meisten tantrischen Schulen zentrale Verehrung einer Göttin, symbolisiert als Shakti, gab es bereits in altvedischer Zeit (1750–1200 v. Chr.).
Eine wichtige Kategorisierung oder Einteilung lässt sich vornehmen, indem man zwischen buddhistischen und hinduistischen Tantras unterscheidet. Beide Strömungen traten zwischen 500 und 1000 n. Chr. nahezu gleichzeitig auf und beeinflussten sich zu jener Zeit gegenseitig: Nach ihrer zunehmenden Konsolidierung entwickelten sie sich unabhängig weiter. Tantras wurden in der Zeit zwischen 300 und 800 n. Chr. entwickelt und weiterentwickelt, so dass einige Konzepte in der Zeit von 800 bis 1200 n. Chr. ihre Hochblütezeit erlebten, hiernach folgte ein langsamer Prozess allmählichen Schwindens.

### Yoga und Tantra
Texte der älteren Upanishaden, ca. 700 v. Chr., beschreiben Atemübungen und das Zurückziehen der Sinne (Pratyahara) in den Atman als Hilfsmittel der Meditation (Dhyana). Die mittleren Upanishaden, die um 400 v. Chr. entstanden, erwähnen mehrfach den Begriff Yoga und auch die wesentlichen Elemente des späteren Yoga-Systems. Der Yoga stand hierbei in enger Verbindung mit den Theorien, wie sie das philosophische System des Samkhya entwickelte, und bildete seine praktische Weiterführung.
Ursprünglich war Yoga ein rein spiritueller Weg, der vor allem die Suche nach Erleuchtung durch Meditation zum Ziel hatte. Die vielen Asanas entstanden erst im Laufe der Zeit. Ihr vorrangiges Ziel ist, den Körper so zu kräftigen und zu mobilisieren, dass er möglichst beschwerdefrei über einen längeren Zeitraum im Meditationssitz – z. B. Lotossitz – verweilen kann.
Das Tantra weist als spiritueller Weg nicht nur große Ähnlichkeiten mit dem Yoga auf, es gibt auch eine Reihe von Überschneidungen, so dass man im Ergebnis von einem „tantrischen Yoga“ sprechen kann. Das klassische Yoga orientiert sich an einem asketischen Ideal, verzichtet werden soll auf alles was vom Weg ablenkt, etwa Genüsse, Bhukti  (Sanskrit: भुक्ति bhukti) und im Speziellen auf Sexualität.
Tantra nutzt die wesentlichen Elemente des klassischen Yogas, nutzt aber im Gegensatz zu diesem die Leidenschaften und sinnlichen Bedürfnisse als integralen Bestandteil. Eigene Elemente des Tantras, wie sie sich im klassischen Yoga finden, kommen hinzu, etwa einfache oder komplexe Rituale, meditative Visualisierungen, Verwendung von Gegenständen mit symbolischer Bedeutung (Bilder, Statuen) und eben auch erotische Rituale (Mithuna-Rituale).

### Buddhistische Tantras
Das buddhistische Tantra konsolidierte sich in Indien durch Padmasambhava (8. bis 9. Jh. n. Chr.) und durch verschiedene Mahasiddhas und deren Lehren bzw. Auslegungen: Später gelangten die Vorstellungen nach Tibet, wo ihre Inhalte in Auseinandersetzung mit dem tibetischen Buddhismus zum Teil stark verändert wurden.
Im buddhistischen Tantra soll durch Übungen eine außergewöhnliche Fertigkeit und Virtuosität erlangt werden um einen höheren Bewusstseinszustand zu erreichen. Letztendlich ist das Ziel einen Bewusstseinszustand zu erreichen, der weniger leidet und damit auch weniger Leiden (Dukkha) verursacht als der Zustand vor den Übungen. Dabei werden viele höhere Zustände beschrieben, einhergehend mit höheren Bewusstseinskräften (Siddhis), die sich als Ergebnis der Übungspraxis einstellen. Die im buddhistischen Tantra verwendeten Methoden wurden in Texten verschriftlicht, die häufig in ihrem Titel die Bezeichnung von tantrischen Gottheiten tragen. Sie alle galten als Emanationen des Buddha. Die Gottheiten konnten männlich, weiblich oder ein Paar in Vereinigung sein. Wichtige bekannte buddhistische Tantras sind: Hevajra, Chakrasamvara, Vajrayogini, Yamantaka, Guhyasamaja, Kalachakra, Vajrakila, Guhyagarbha.

### Hinduistische Tantras
Die Ursprünge des Hindu-Tantra liegen in verschiedenen Einflüssen des frühen Mittelalters in Indien. Diese sind die südasiatische dämonologische Tradition, lokale und volkstümliche Einflüsse und die Einflüsse religiöser Sekten wie der Pashupatas, die neue religiöse Rituale und Lehren einführten, die nicht-vedisch waren.
Das mittelalterliche Tantra diente häufig dazu, einen König, der aus niederen Kasten stammte oder ausländischer Herkunft war, durch Rituale zu legitimieren, die ihm im vedisch-orthodoxen Ritual nicht zugänglich waren. Auf diesem Wege sind in das Hindu-Tantra Praktiken eingeflossen, die die rituelle Transformation des Praktizierenden in einen Gottkönig zum Ziel haben, der ein Pantheon von Göttern und Dämonen regiert und dessen Palast in der Mitte des Mandalas angesiedelt ist.
Trotz dieser Bezogenheit auf einen Herrscher waren die wenigsten Tantriker Könige.
Außerdem hatten Im Mittelalter die Prinzipien des hinduistischen Tantra einen großen Einfluss auf den Tempelbau. Tempel, die oft Gottheiten wie Śiva oder Viṣṇu geweiht waren, wurden nach tantrischen Schemata und Prinzipien errichtet. Die Grundrisse, architektonischen Merkmale und sogar die Dimensionen dieser Tempel wurden von tantrischen Konzepten abgeleitet und spiegeln eine Verschmelzung von religiösen und architektonischen Elementen wider. Tantrische Bilder, einschließlich erotischer Ikonographie, fanden Eingang in die ikonographischen Programme dieser Tempel, was den weitreichenden Einfluss des Tantra auf religiöse Kunst und Architektur verdeutlicht.
In ländlichen Gebieten und in Indonesien ähnelt der Tantrismus stark schamanistischen Religionen. Tantriker haben hier die Aufgabe, die Horden von Dämonen zu kontrollieren, die sich schädlich auf Menschen, das häusliche Umfeld und die Landwirtschaft auswirken können. Zu diesem Zweck werden die tantrischen „Herrscher des Geistes“ in Besessenheitstrance angerufen, Exorzismen und Zauberei ausgeführt. Diese finden auch mithilfe von Beschwörungsformeln und Zaubersprüchen statt. Gleichfalls gibt es Rituale und Opferungen. Diese Formen des Tantrismus sind jeweils lokal und regional begrenzt und besitzen kaum theoretische oder doktrinäre Aspekte.
Die frühe tantrische Literatur bezieht sich zu größeren Teilen auf diese Dämonologie, und in bestimmten Texten, in denen man unterschiedliche Schichten ausmachen kann, wird diesen Praktiken erst Metaphysik und Praxis in Bezug auf spirituelle Ziele beigelegt.
Diese metaphysischen und spirituellen Lehren waren nur der Elite der Tantriker vorbehalten, unter denen sie in die Praxis umgesetzt wurden. Solche Eliten waren z. B. Könige, Aristokraten und bestimmte Brahmanengruppen. Deshalb reflektieren die Lehren des Tantrismus die Belange solcher Eliten, z. B. Aspekte von Macht und den Erwerb weltlicher und spiritueller, übernatürlicher Macht. Tantrische Lehren beziehen sich zum Beispiel auf Machtverhältnisse zwischen Menschen und übernatürlichen Wesen, gleichfalls aber auch auf soteriologische, ontologische und metaphysische Reflexionen. Ab dem 8. Jahrhundert n. Chr. entstand so ein tantrischer Kanon, der – in Sanskrit geschrieben – von diesen Eliten geschaffen und rezipiert wurde. Diese Schriften gehören alle dem Sekten-Hinduismus an, d. h., man kann sie dem Vishnuismus, dem Shivaismus oder dem Shaktismus zuordnen, und es ist immer eine der Formen der Hauptgottheiten, Vishnu, Shiva oder Shakti (Devi), die als höchste Gottheit einer göttlichen Hierarchie übergeordnet ist.
Die Hauptsekten dieser Form des Tantrismus sind:
1. Schulen und Sekten des kaschmirischen Shivaismus wie Krama, Trika, Shrividya
2. Shaiva Siddhanta
3. die Shakta-Kubjika-Sekte
4. die vishnuitisch-shaktische Sahajiya-Schule und andere regionale Sekten
5. vishnuitische Pancaratras.

Die verschiedenen tantrischen Sekten haben oft gemeinsame Gottheiten, wie z. B. Kali, Chamunda und Svacchanda Bhairava (einer Form von Shiva) in Kaschmir, sowie Tripurasundari, die in Kaschmir, Tamil Nadu und Nepal verehrt wird. Mythologien des Tantra, Götterwelten und Metaphysik sind im gesamten Tantrismus in großer Fülle vorhanden. Die Mythologie wird häufig in Skulpturen und Malereien dargestellt, die Gottheiten, übernatürliche Wesen, Dämonen und Tantriker abbilden. Ein besonderes Merkmal dieser tantrischen Kunst ist es, dass häufig der Geschlechtsakt abgebildet wird. Trotz der Fülle an Göttern und Entitäten steht nicht ein polytheistisches Pantheon im Vordergrund der tantrischen Lehren, sondern es geht darum, dass der einzelne ein Verhältnis zum einen, nämlich zur obersten Gottheit hat. Dieses Verhältnis wird metaphysisch als Bhedabheda (Einheit in Unterschiedlichkeit) bezeichnet. Diese Einheit ist es, die zu Jivanmukti (Befreiung) führen soll. Tantrische Praktiken streben sowohl danach, Macht über übernatürliche Wesen zu haben oder Macht verliehen zu bekommen, als auch danach, zu erkennen, dass diese Gottheiten und Wesen letztendlich eins sind mit dem transzendenten Selbst der obersten Gottheit, das auch das Selbst des Tantrikers ist.
In diesem Sinne bezieht sich die tantrische Metaphysik auf Emanationen des Göttlichen. Diese Emanationen werden in den meisten tantrischen Lehren auf 36 Tattvas (Kategorien) bezogen, die von den 25 Tattvas der Samkhya-Lehren abstammen.
Diese 36 Tattvas beziehen sich beispielsweise auf Gottheiten, Bewusstseinszustände, Vibrationen von Mantras, den yogischen Energiekörper und Guru-Linien. Dabei werden diese Tattvas als Einheit angesehen, die vom Überweltlichen bis in die Alltagswelt emanieren. Eine Internalisierung dieser Tattvas findet dann in der tantrischen Praxis durch Yoga und Meditation, Mantras und Visualisierungen statt. In der Geschichte des Tantra ist so für die indische Kultur besonders bedeutend gewesen, dass das heutige Yoga (z. B. Hatha-Yoga und Kundalini-Yoga) aus diesen tantrischen Praktiken im 9. bis 12. Jahrhundert entstanden ist.

### Hinduistische Tantra-Literatur
Der Begriff Tantra bezeichnete ursprünglich eine Literaturgattung, Tantras oder auch Agamas, die nach-vedisch ist.
Die hinduistische Tantra-Literatur kommt im Allgemeinen in zwei Hauptformen vor.
Entweder handelt es sich um Offenbarungstexte anonymer Autoren, die häufig in Dialogform zwischen Gottheiten wie Shiva und Kali oder Vishnu und Lakshmi stattfinden, oder es handelt sich um Texte einzelner Autoren, die Kommentare, Kompendien oder Leitfäden zu Offenbarungsschriften der Tantra-Literatur verfasst haben. Diese beziehen sich auf Praktiken und Prinzipien des Tantrismus. Die meisten dieser Texte wurden zwischen dem 8. und 12. Jahrhundert verfasst. Diese Literatur wird als Tantra-Shastra bezeichnet.
Während die Offenbarungstexte in Bezug auf Sanskrit nicht allzu elaboriert sind, enthalten die Tantra-Shastras besonders hochsprachliche Texte. Die Tantra-Shastras behandeln eine Fülle von unterschiedlichen Inhalten. Sie beziehen sich z. B. auf Mantren und Stotras, auf Anweisungen zur Ausführung von Ritualen, doktrinäre Unterweisungen, Philosophie, Kommentare und Hagiographien.
Zumeist wird die tantrische Literatur entweder dem Shivaismus, dem Vishnuismus oder dem Kaula (Shivaismus-Shaktismus) zugeordnet.
Vishnuitische Tantras werden häufig auch Samhitas genannt, shivaitische Tantras bestehen aus Agamas, Tantras und Samhitas. Die Shaiva-Shakta-Texte tragen neben dem Titel 'Tantra' eine Fülle von unterschiedlichen Namen, z. B. das Tripura Upanishad oder Jayadratha Yamala. Kaula-Tantra werden nur diejenigen Texte genannt, die den Eingeweihten zugänglich sind.
Den tantrischen Schriften verwandte Texte, die teilweise inhaltlich übereinstimmen, sind z. B. die Texte des Hatha-Yoga, der indischen Alchemie und einige Puranas wie das Agni Purana und das Kalika Purana.

## Lehren
Der Tantrismus ist eine Erkenntnislehre, die auf der Untrennbarkeit des Relativen und des Absoluten basiert. Der Tantrismus betont die Identität von absoluter und phänomenaler Welt. Das Ziel des Tantrismus ist die Einswerdung mit dem Absoluten und das Erkennen der höchsten Wirklichkeit. Da angenommen wird, dass diese Wirklichkeit energetischer Natur ist und Mikrokosmos und Makrokosmos verwoben sind, führt der Tantrismus äußere Handlungen als Spiegel innerpsychischer Zustände aus. Da Geist und Materie als nicht vollständig geschieden angesehen werden, ist der hinduistische Tantrismus diesseitsbejahend und benutzt psycho-experimentelle Techniken der Selbstverwirklichung und Erfahrung der Welt und des Lebens, deren Elemente als positive Dimensionen erfahren werden sollen, in denen sich das Absolute offenbart. Tantra stellt sich also hauptsächlich als spiritueller und mystischer Weg dar, der auf metaphysischen Annahmen beruht.

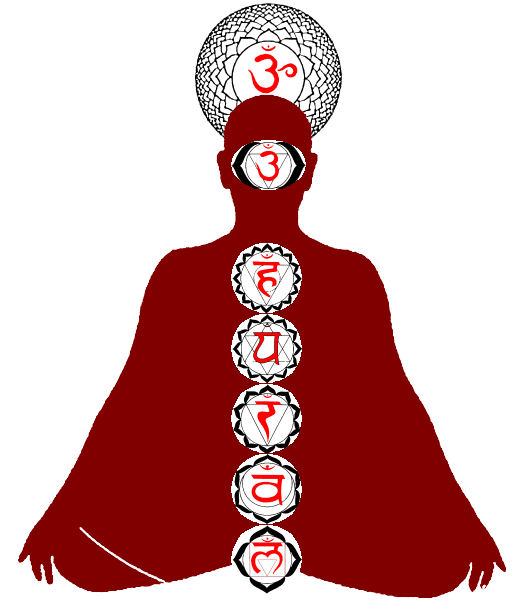
Bija-Mantren, die das jeweilige Chakra dominieren (von oben): Om, Om, Ham, Yam, Ram, Vam, Lam

Der heutige Tantrismus stammt aus dem 17. Jahrhundert und stellt sich als eine Sammlung ritueller Techniken dar, die sich auf göttliche Entitäten, häufig Göttinnen, beziehen, um verschiedene Kräfte zu erreichen. Die Ziele der tantrischen Riten sind Bhukti, Macht über das Diesseits, Siddhi, übernatürliche Kräfte, und Jivanmukti, die Befreiung durch Vergöttlichung.
Der Tantrismus ist durchdrungen von okkulten und magischen Vorstellungen. Sehr ausgeprägt sind Ritual und Kult, da die Befolgung esoterischer Stufenwege zur Erkenntnis und Erleuchtung zentral für die religiöse Praxis ist. Von Bedeutung ist die Einweihung (diksha, abhisheka) und die Unterstellung des Schülers (cela) unter einen kundigen Lehrer oder Meister (Guru), der diesem auf dem spirituellen Weg behilflich ist.
Die Hauptelemente des Tantrismus sind:
- Die Darstellung und Vergegenwärtigung geistiger Prinzipien mittels sexueller Symbolik, da angenommen wird, die Polaritäten aktiv und passiv, bzw. weiblich und männlich, bildeten durch ihre Wechselwirkung das Universum. Shiva, das männliche Prinzip, gilt als passiv und Shakti, das weibliche Prinzip, als aktiv.
- Das System feinstofflicher Energiezentren (Chakras) und -kanäle (Nadis), auf denen die yogischen und meditativen Praktiken basieren, wie z. B. das körperliche Kundalini-Yoga, die Visualisation von Gottheiten oder die sexuelle Vereinigung:

- Die Arbeit mit geometrischen Symbolen wie Mandala und Yantra als Ausdruck des Makro- und Mikrokosmos
- Das Arbeiten mit Mantras und Mudras
- Die Transformation der Körperzentren in geistige Orte durch Mantras und Symbole
- Das Einfließen magischer Vorstellungen

Nach der folgenden Unterteilung gibt es für jedes der vier Zeitalter Schriften, welche die jeweiligen Rituale und Übungen regeln. Die Regeln der Shruti, die Veden, gelten demnach nur für das goldene Zeitalter (Sat-Yuga), die Regeln der Agamas (Tantras) nur für das gegenwärtige eiserne Zeitalter (Kali-Yuga).
- Agamas (Tantra)
- Puranas (hinduistische Mythologie)
- Shruti („das Gehörte“, die Veden mit den Upanishaden)
- Smriti („das Erinnerte“, Gesetzestexte)

## Shaktismus
Der Shaktismus ist eng verwoben mit dem indischen Tantrismus und ist neben Shivaismus und Vishnuismus eine der drei Hauptrichtungen der hinduistischen Religionssysteme. Ab dem 10. Jahrhundert n. Chr. wurde der Shaktismus auch tantrisch. Praktiken wie Pujas (Sanskrit, f., पूजा, pūjā, [puːʤɑː]), Opfergaben und Meditation vermischten sich mit den esoterischen Inhalten des Tantrismus, vor allem auch mit Tantra-Yoga. In diesem werden körperliche und geistige Techniken angewendet: Meditation, Japa, Mantras und Yantras sowie Asanas und andere körperliche Übungen. Die Shakti wird hier als Kundalini angesehen und jedes Chakra wird einer Göttin gleichgesetzt.
Der Tantrismus ist häufig, aber nicht ausschließlich, mit dem Shaktismus, der Verehrung der göttlichen Mutter, Devi oder Shakti, verbunden, die Ausdruck der schöpferischen Kraft Gottes ist, mithin der Schöpfung selbst. Im Gegensatz zum reinen Advaita-Vedanta, der die Schöpfung als Illusion – Maya – betrachtet, sieht der Tantriker diese als Ausdruck der Kraft Gottes – Shakti, der Göttin – an und verehrt diese als Mahamaya oder Mahadevi. Der Tantriker betrachtet die Sinneswelt nicht als negativ, sondern benutzt diese, um zur Vereinigung mit dem Göttlichen zu gelangen. Die göttliche Mutter selbst ist nach diesen Lehren im menschlichen Körper als Kundalini-Energie vorhanden, die an der Basis der Wirbelsäule eingerollt liegt und, zum Leben erweckt, aufsteigt, um auf ihrem Weg die verschiedenen Chakras (Räder – subtile Energiezentren) zu öffnen und schließlich im obersten Chakra, dem Sahasrara, mit Shiva, dem männlichen Aspekt Gottes, dem Noumen, vereint zu werden. Alle Hauptgötter wohnen nach dem Tantrasystem im menschlichen Körper, meist im Zentrum der Chakras. So wie Shiva und Shakti im Ardhanarishvara (halb Mann, halb Frau) vereint sind, so ist auch die rechte Hälfte jedes Menschen männlich und entspricht Shiva, während die linke Hälfte der Shakti entspricht.
Da alle Hauptgötter des Hinduismus einen weiblichen Gegenpart besitzen, gibt es je nach Sekte auch eine entsprechende tantrische Richtung:
- Vaishnavacara (Vishnu-Tantra, Vishnu ist der Ishtadeva)
- Vedacara (Veda, hält die vedischen Gebote, benutzt vedische Mantren, Agni ist die Hauptgottheit – Ishta-Deva)
- Shaivacara (Shiva-Tantra, Shiva ist der Ishtadeva)
- Shakta-Tantra ist unterteilt in
  - Dakshinacara (rechter Weg, beachtet die konventionellen religiösen Gebote)
  - Kaulacara
  - Vamacara (linker Weg, bricht religiöse Tabus)

Im linkshändigen Tantra, dem Vamacara, werden die fünf vedischen Reinigungsartikel bewusst umgekehrt, in der Verehrung der fünf M´s, den pañca-makāra:
- Madya (Wein)
- Maithuna (ritualisierter Geschlechtsakt)
- Māmsa (Fleisch)
- Matsya [oder Mīna] (Fisch)
- Mudrā (getrocknete Körner)

Insbesondere wegen des Maithuna ist Tantra in Verruf geraten und wird im Westen fälschlicherweise fast ausschließlich mit Sexualpraktiken identifiziert. Diese Praktiken werden jedoch nur von bestimmten Sekten, den Vamacharas, und auch dort nur von einem Personenkreis, den Viryas, in einem festgelegten rituellen Zusammenhang ausgeübt. Ähnliche Handlungen wurden und werden teilweise auch in China im Daoismus und vereinzelt in der tantrischen Form des tibetischen Buddhismus durchgeführt (Anuttarayoga-Tantra).
So haben die Dakshinacara-Anhänger die fünf M´s durch andere Substanzen ersetzt oder üben sie nur symbolisch bzw. gar nicht aus. So verurteilt beispielsweise der Samayacara der Shri Vidya-Tradition, die besonders in Südindien in den konservativen Shankaracarya-Orden Eingang gefunden hat, all diese Praktiken und meditiert nicht über Chakras unterhalb des Nabels. Im Shri Vidya werden hauptsächlich die Dasa Mahavidyas verehrt, die zehn großen Göttinnen, Kali, Tara, Tripurasundari, Bhuvaneshvari, Bhairavi, Chinnamasta, Dhumavati, Bagalamukhi, Matangi, Kamala. Sie alle sind Aspekte der einen Göttin, und der Sadhaka (Übende) nähert sich der Ganzheit durch die Verehrung dieser Aspekte allmählich an. Eine besondere Rolle für die Shankara-Tradition spielt dabei die Göttin Sharada (ein anderer Name für Sarasvati oder Tara), die Göttin der Weisheit und des Lernens, da für den Advaita die Erkenntnis, Jnana, der Weg zur Befreiung ist.
Bezeichnend für fast alle Tantriker sind die Bedeutung von Mantras (heilige Wortklänge), Bijas (einsilbige Wortklänge), Yantras (Diagramme), Mudras (yogische Stellungen, Gesten), Nyasa (Energetisierung verschiedener Körperteile), Bhutashuddhi (Reinigung), Kundalini-Yoga, Kriya (Bewegungs- und Atemübungen), Carya (religiöse und soziale Vorschriften), Maya-Yoga (Magie). Tantra ist immer praxisorientiert, weswegen tantrische Praktiken in fast alle hinduistischen Richtungen eingeflossen sind. Allen Tantra-Traditionen ist außerdem das Gebot der Geheimhaltung der Lehre und die Bedeutung des Guru als Vermittler der tantrischen Lehren gemein. Traditionell kann Tantra nicht in einem Kurs oder durch Bücher erlernt werden.
Zu den Regionen, in denen tantrische Kulte noch besonders lebendig sind, gehören in Indien Assam, Bengalen, Odisha, Maharashtra, Kaschmir, Rajasthan, der nordwestliche Himalaya und Teile Südindiens.

## Einteilungen
Tantra ist ein Weg der Achtsamkeit. In der indischen Tradition wird zwischen einem tantrischen Pfad nach seiner Methodik unterschieden: der ausschließlich auf Meditation, Energiearbeit und spiritueller Verehrung beruhende wird als der rechte Pfad oder rechtshändiges Tantra bezeichnet. Der Pfad, der zusätzlich Sinnlichkeit, Sexualität und Leidenschaft einschließt, wird als linker Pfad oder als linkshändiges Tantra bezeichnet.
- der Dakṣiṇācāra (Sanskrit: दक्षिणाचार dakṣiṇācāra) oder Weg der rechten Hand, ist eine Richtung des hinduistischen Tantra mit läuternden Ritualen und dabei strenger Disziplin, der die absolute Hingabe an die göttliche Mutter (Shakti) in ihren mannigfachen Formen fordert.
- der Vāmācāra (Sanskrit: वामाचार vāmācāra) ist der ungeläuterte, fraglich gefahrvolle Weg der linken Hand, der die sexuelle Praxis und das leidenschaftliche Handeln integriert.[11]

## Rezeption im Westen
In der westlichen Welt wird Tantra zunehmend seit dem beginnenden 20. Jahrhundert rezipiert, allerdings hauptsächlich verkürzt auf sexuelle Aspekte, die im klassischen Tantra durchaus nicht im Mittelpunkt stehen. Eine wichtige Rolle spielte dabei der britische Okkultist Aleister Crowley, der zwar über keine vertieften Kenntnisse des indischen Tantrismus verfügte, diesen aber gleichwohl mit seinen sexualmagischen Praktiken identifizierte. Heute wird Tantra im Westen zumeist als Neotantra angeboten, bei dem die hinduistischen bzw. buddhistischen Inhalte zugunsten einer Optimierung der Orgasmusfähigkeit und einem Streben nach sexuell-spiritueller Wellness in den Hintergrund getreten sind.